# Chthamalus barnesi
Chthamalus barnesi is een zeepokkensoort uit de familie van de Chthamalidae. De wetenschappelijke naam van de soort werd voor het eerst geldig gepubliceerd in 1980 door Achituv en Safriel.